# Катакластична структура

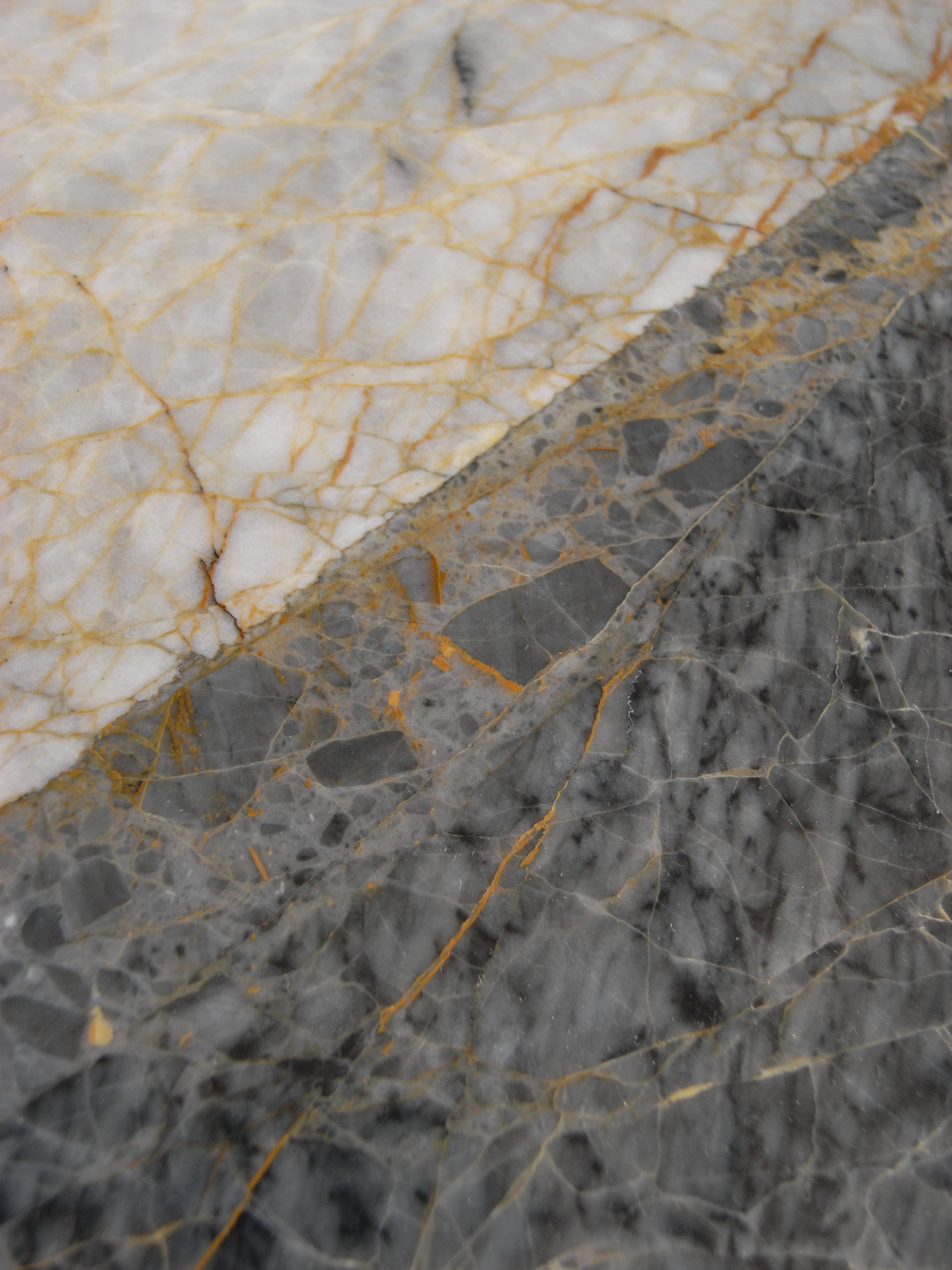
Катакластична структура. Словацький мармур.

Катакластична структура (рос. катакластическая структура, англ. cataclastic texture, нім. Kataklasstruktur f — структура кристалічних порід, які зазнають динамометаморфізму. Характеризується наявністю вигнутих, роздроблених, деформованих зерен мінералів зі збереженням однорідності в цілому. Кристалічні ґратки багатьох мінералів деформовані.